# Sandbauerschaft
Sandbauerschaft è una frazione (Stadtteil) del comune di Norden, nel land della Bassa Sassonia, in Germania.

## Storia
Già comune autonomo nel circondario di Norden, fu soppresso e incorporato a Norden nel 1919.